# بارم‌اشتت
شهر بارم‌اشتت در ایالت اشلسویگ-هل‌اشتاین در کشور آلمان واقع شده است.